# ОХ-карты
Карты Ох (англ. OH cards) — это вид специальных картинок в виде карт, которые используются как инструмент для консультирования, психотерапии, улучшения общения, также как средство образования и социальных интерактивных игр. «ОН» — междометие, выражающее удивление в английском языке. У Ох карт отсутствуют официальные или традиционная интерпретация изображений, а указания, прилагаемые к набору карт, стимулируют воображение и личные интерпретации видимых изображений. Обычно эти изображения представляют собой маленькие рисунки, специально созданные различными художниками. Эти карты являются «хранилищами информации», своего рода книгами без переплета и фиксированной последовательности страниц.
Чаще всего их используют для самоанализа и облегчения социальных взаимодействий, они часто применяются как вспомогательные средства в психотерапевтической ситуации, а также в различных образовательных программах, реже их используют в качестве катализатора художественной активности: в рисовании, театре, писательстве и даже в танце. В основном ох карты используются в области оценки искусства, литературы, играх и психотерапии. Наиболее часто карты используются для интроспекции. В некоторых частях мира они называются карты kesem или Ассоциативные карты или Метафорические ассоциативные карты.
Первая колода метафорических ассоциативных карт была создана в 1975 году Эли Раманом, канадским профессором искусствоведения. Он хотел вынести искусство из галерей и приблизить его к людям. Эта колода карт получила название «ОН» (междометие, в английском языке выражающее удивление).
Совместно с психотерапевтом Джо Шлихтером были разработаны правила и принципы использования карт как психологического инструмента. Позднее, благодаря психотерапевту и издателю Моритцу Егетмейеру и его издательству «ОН-Verlag» карты распространились по всему миру и стали исходным пунктом нового направления, они породили множество других карточных колод. С годами карты «OH» были переведены на 21 язык.
ОН-карты обладают всеми преимуществами проективных методов, они позволяют получить доступ к целостной картине собственного «Я» человека, его личностному мифу о мире и о себе в нём, а также о субъективном образе ситуации с его точки зрения. Карты очень быстро помогают прояснить и осознать актуальные переживания и потребности человека, его незавершенные внутренние процессы.

## Карты Ох
Все началось с публикации в 1975 году набора двух взаимосвязанных карточных колод, названных «Ох карты», которые были созданы канадским художником Эли Раманом в сотрудничестве с немецким психотерапевтом и издателем, основателем издательства «OH Verlag» Моритцем Эгетмейером. Набор состоял из

«88 карт с изображениями, дополненными 88 картами со словами, в процессе игры карта с изображением помещается внутрь карты со словами. Слова, такие как „отпустить“, „игра“, „горе“, „любовь“, создают условия для интерпретации изображения. Всего возможно 7744 комбинации изображений и слов.»

В первой версии слова были на английском, но в течение нескольких лет они были переведены на немецкий, голландский и французский язык. К 2006 году «Ох карты» опубликованные в Германии издательством OH Verlag, стали доступны на 18 языках, включая китайский, хорватский, датский, финский, итальянский, японский, норвежский, польский, португальский, русский, шведский, турецкий и используются во всем мире.
Большинство из этих колод карт могут быть использованы для игры, в особенности, которая предполагает воображение и экспрессию. У карт отсутствуют масти, они не пронумерованы, поэтому они не могут быть использованы для системных или соревновательных игр в которых ведётся счет и есть победители и побеждённые. Этот момент отражен в «Ох этикете», наборе «правил», которые больше связаны с поведением, отношением и навыками общения, чем с какими-либо юридическими ограничениями.

## Другие соображения
Несмотря на другие предложения использования карт, чаще всего ох-карты и другие, похожие колоды, используются в групповой и индивидуальной работе со взрослыми и детьми. Их удобно использовать, в семейной терапии, психодраме, гештальте, экзистенциальной и арттерапии, транзактном анализе и психосинтезе. Во многих книжных магазинах и лотках ох карты часто соседствуют с картами таро. Случайное сочетание изображений, особенно в специальных рамках или схемах, приводит к захватывающим комбинациям, которые служат источником всевозможных идей об их значениях, которые шире очевидных или буквальных. Некоторые люди считают, что такие комбинации часто являются хорошим примером синхронистичности. Классическая гадательная колода — это таро, которая используется «экспертами» различных убеждений, чтобы «читать судьбу» другого человека.
Ох-карты, напротив, предназначены, для того, чтобы стимулировать людей к интерпретации их карт и размышлять об их значении без привязанности к какой-либо идеологии и без вмешательства «экспертов». Этот процесс делает возможным проявления таких феноменов как различия в восприятии, проекция, перенос, стимуляция размышления, интуиция и осмысление. Это подчёркивает различия и сходства между личностями.
Использование случайных рисунков или ролей имеет долгую предысторию связанную наряду с другими явлениями, с шаманизмом, оккультными практиками, «примитивными» религиями, а также наукой, в которой случайные числа являются компонентами статистического анализа. Самый известный пример использования этого процесса — это и-цзин, к которому Конфуций написал комментарий. Современный взгляд на и-цзин можно найти в предисловии Юнга к переводу Вильгельма и Байенса . Раман подчеркивал, что при создании карт они использовали информацию из всех этих источников.

## Форма искусства
Как художник, Раман видит жанр Ох карт как форму искусства, похожую на коллаж. Кроме того, что вместо вечного произведения художника, зритель становится создателем исчезающего произведения искусства.
Формально использование Ох карт как формы искусства относится к некоторым вариантам экспрессионизма, кубизма, перформанса и к музыке, такой как музыка американского композитора Джона Кейджа.